# Deep down far
Deep down far is een studioalbum van Steve Jolliffe. Het boekwerkje van het album maakte melding voor een moeilijke tijd die Jolliffe toen achter de rug had ("most difficult time of my life"). Die moeilijkheden zaten in het niet verkrijgen van een platencontract en relationele sfeer. Verder bevat het boekwerkje een uitleg inzake de discussies 'Is er leven na de dood' en 'oorzaak/gevolg binnen het levenslot'. De mening van Jolliffe in de eerste kwestie lijkt weergegeven in de laatste track (aanduiding van oneindigheid).  

## Musici
- Steve Jolliffe – synthesizers

## Muziek
| Nr. | Titel    | Duur  |
| --- | -------- | ----- |
| 1.  | Exórdiri | 8:19  |
| 2.  | Verus    | 15:51 |
| 3.  | Libére   | 8:08  |
| 4.  | Gnosis   | 7:12  |
| 5.  | Seola    | 5:51  |
| 6.  | ∞        | 24:25 |